# Gare de Chamonix-Montenvers
Ne doit pas être confondu avec Gare de Chamonix-Mont-Blanc, Gare de Chamonix-Aiguille-du-Midi ou Gare du Montenvers-Mer de Glace.
La gare de Chamonix-Montenvers est une gare ferroviaire française terminus aval du chemin de fer du Montenvers exploité par la Compagnie des Alpes, située bordure du centre-ville de la commune de Chamonix-Mont-Blanc, dans le département de la Haute-Savoie en région Auvergne-Rhône-Alpes.
Ouverte en 1908, elle permet les échanges avec la gare de Chamonix-Mont-Blanc de la Société nationale des chemins de fer français (SNCF). La gare de départ du téléphérique de l'Aiguille du Midi à 700 mètres est accessible par le passage du Montenvers et les rues Helbronner et du Lyret.

## Situation ferroviaire
Établie à 1 042 mètres d'altitude, la  gare de Chamonix-Montenvers est située au point kilométrique (PK) 0,000 du chemin de fer du Montenvers, à voie métrique. Elle est voisine de la gare de Chamonix-Mont-Blanc située immédiatement au nord-ouest et accessible à pied par une passerelle au-dessus des voies de la ligne de Saint-Gervais-les-Bains-Le Fayet à Vallorcine (frontière).

## Histoire
La gare de Chamonix-Montenvers est mise en service le 9 août 1908, un an avant l'achèvement complet du chemin de fer du Montenvers et huit ans après celle voisine de Chamonix-Mont-Blanc. Les trains s'arrêtent alors au kilomètre 4,541 à la halte de la Filiaz. Le 29 mai 1909, la ligne ouvre en totalité jusqu'à la gare du Montenvers-Mer de Glace.

## Service des voyageurs

### Accueil
La gare est accessible par l'avenue Michel Croz. Elle dispose d'un bâtiment voyageurs.

### Desserte
Chamonix-Montenvers est desservie par des trains du chemin de fer du Montenvers qui assurent des relations jusqu'à la gare du Montenvers-Mer de Glace.

### Intermodalité
Le parking du Biollay pour les véhicules est aménagé de l'autre côté de la route départementale 1506. La gare de Chamonix-Mont-Blanc de la ligne de Saint-Gervais-les-Bains-Le Fayet à Vallorcine (frontière) jouxte la gare, côté voies. On y accède en empruntant une passerelle au-dessus des voies de la ligne de Saint-Gervais-les-Bains-Le Fayet à Vallorcine (frontière), pour un trajet total d'une centaine de mètres. La gare est aussi desservie par les lignes Y81 et Y82 des Cars Région Haute-Savoie.

## Galerie de photos

Vues de la gare
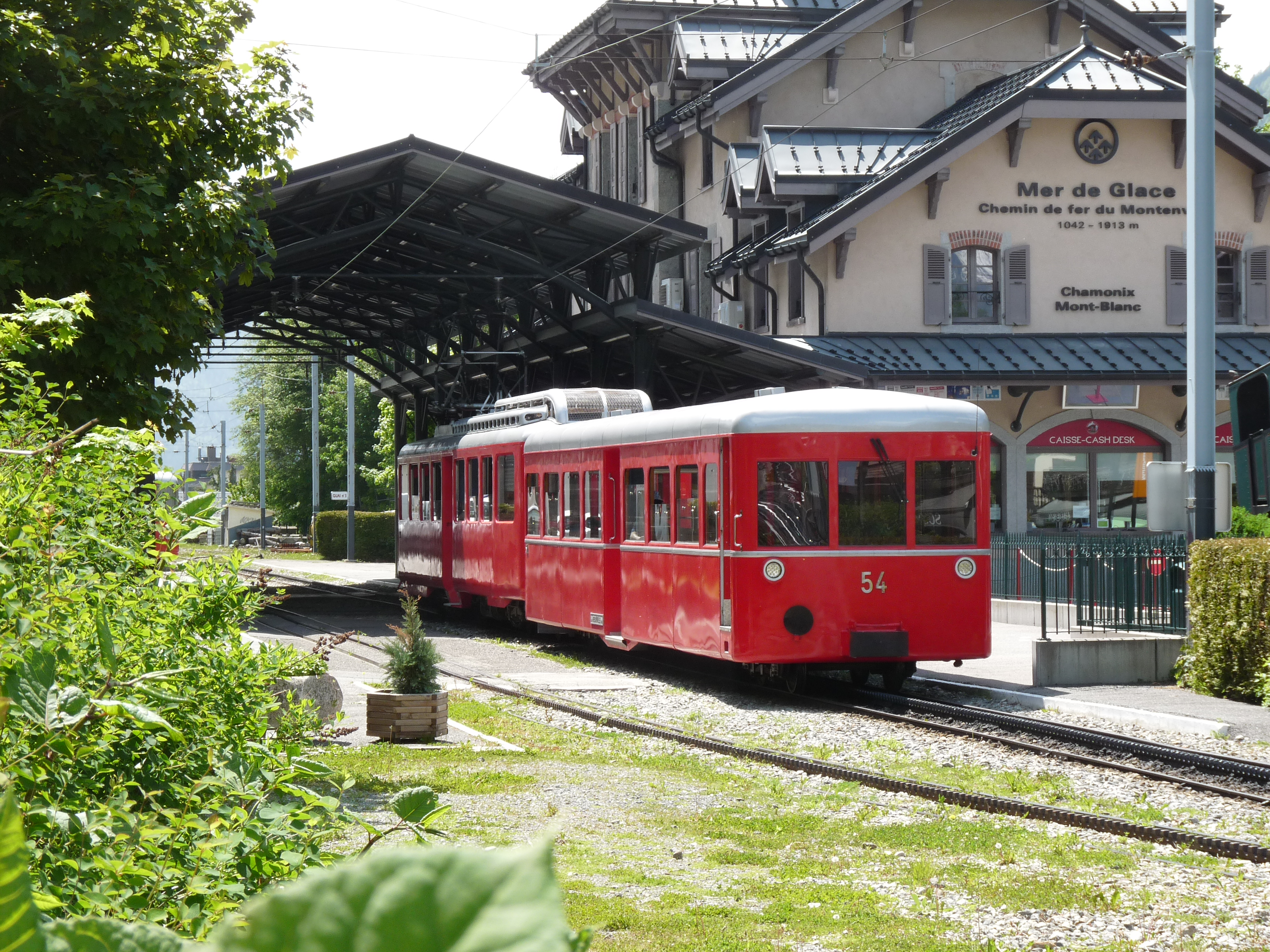
Train en gare.
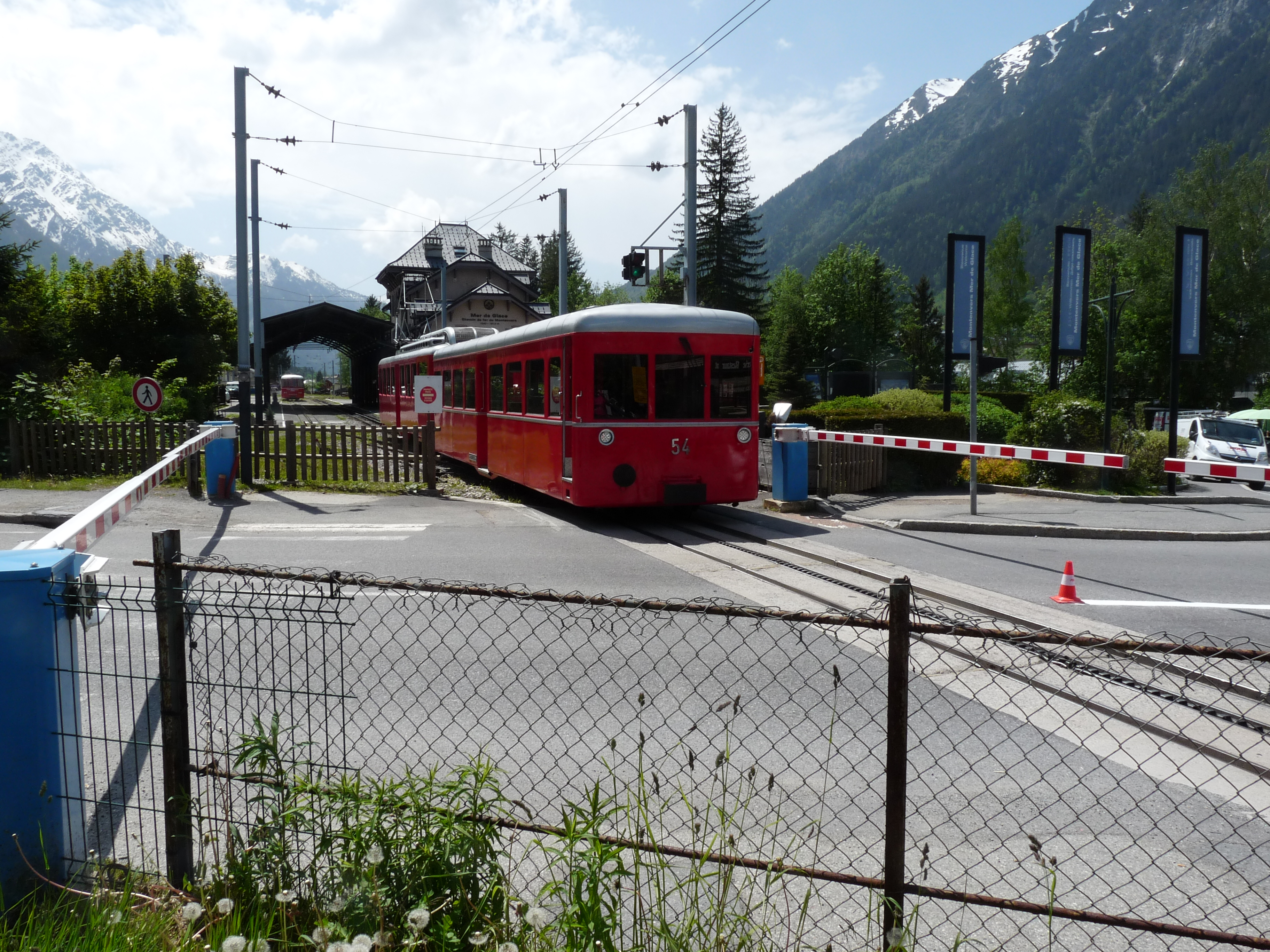
Train au passage à niveau jouxtant la gare.
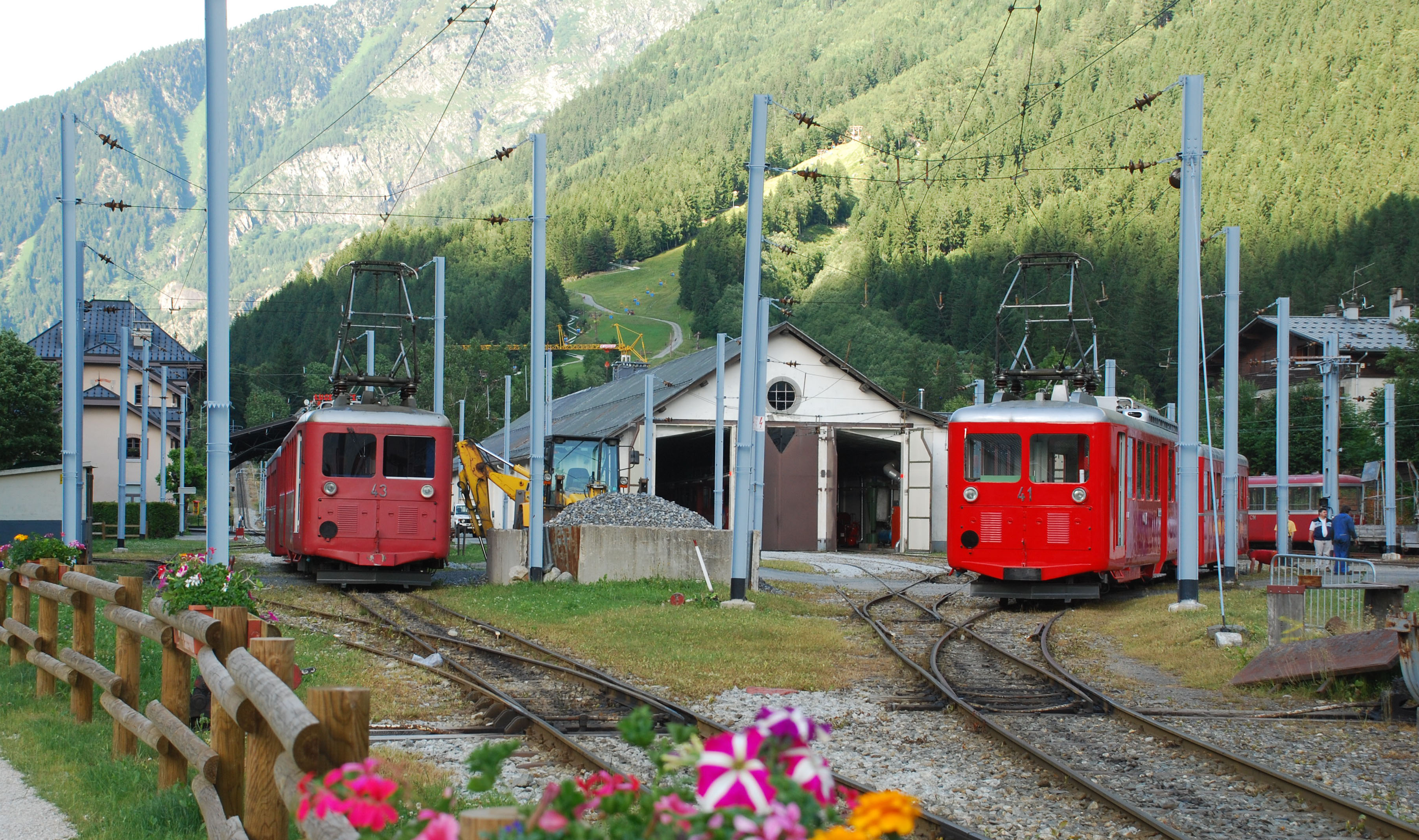
Trains et ateliers avec le bâtiment voyageur sur la gauche.
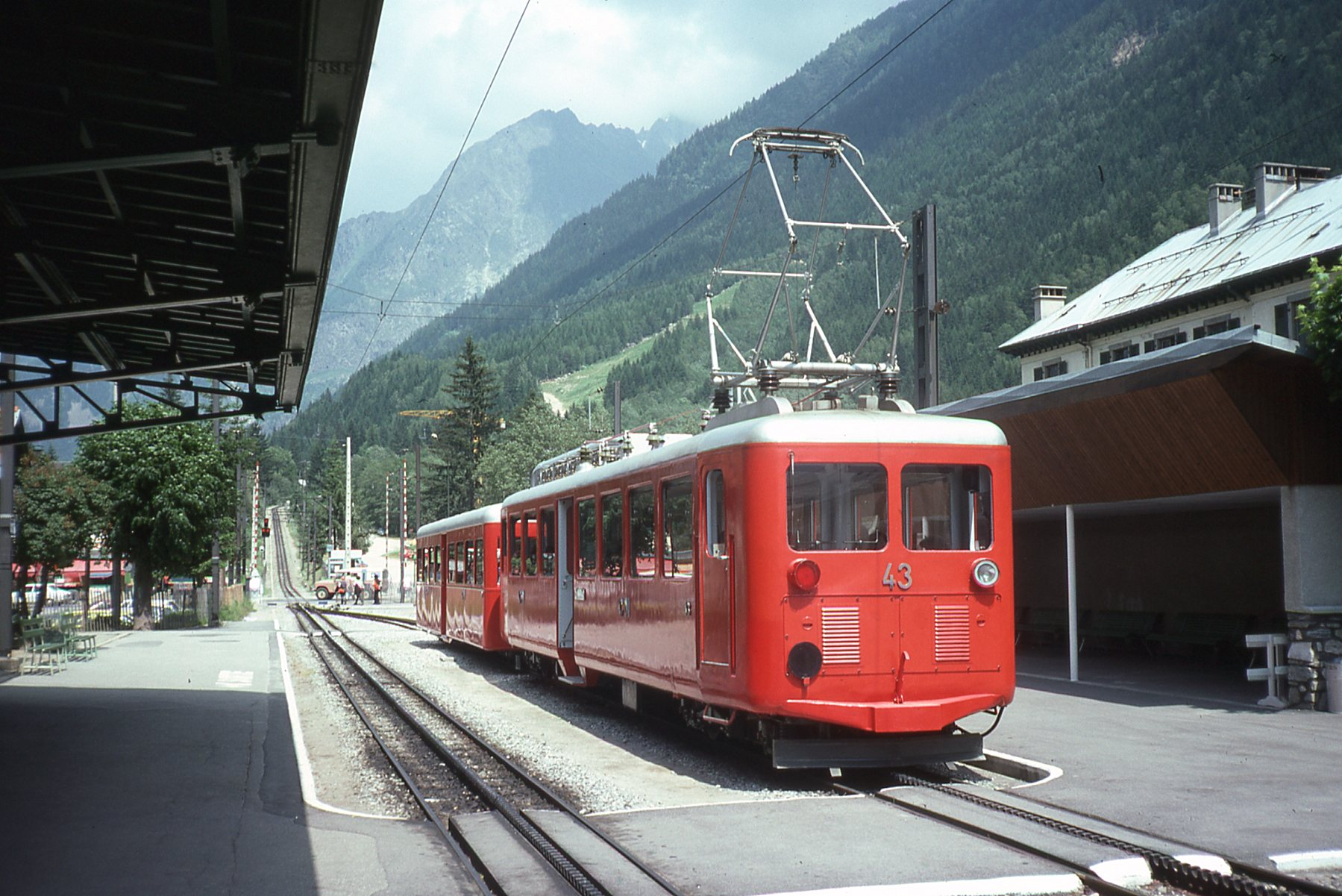
Train en gare avec les premières centaines de mètres de vois du chemin de fer du Montenvers en arrière-plan.
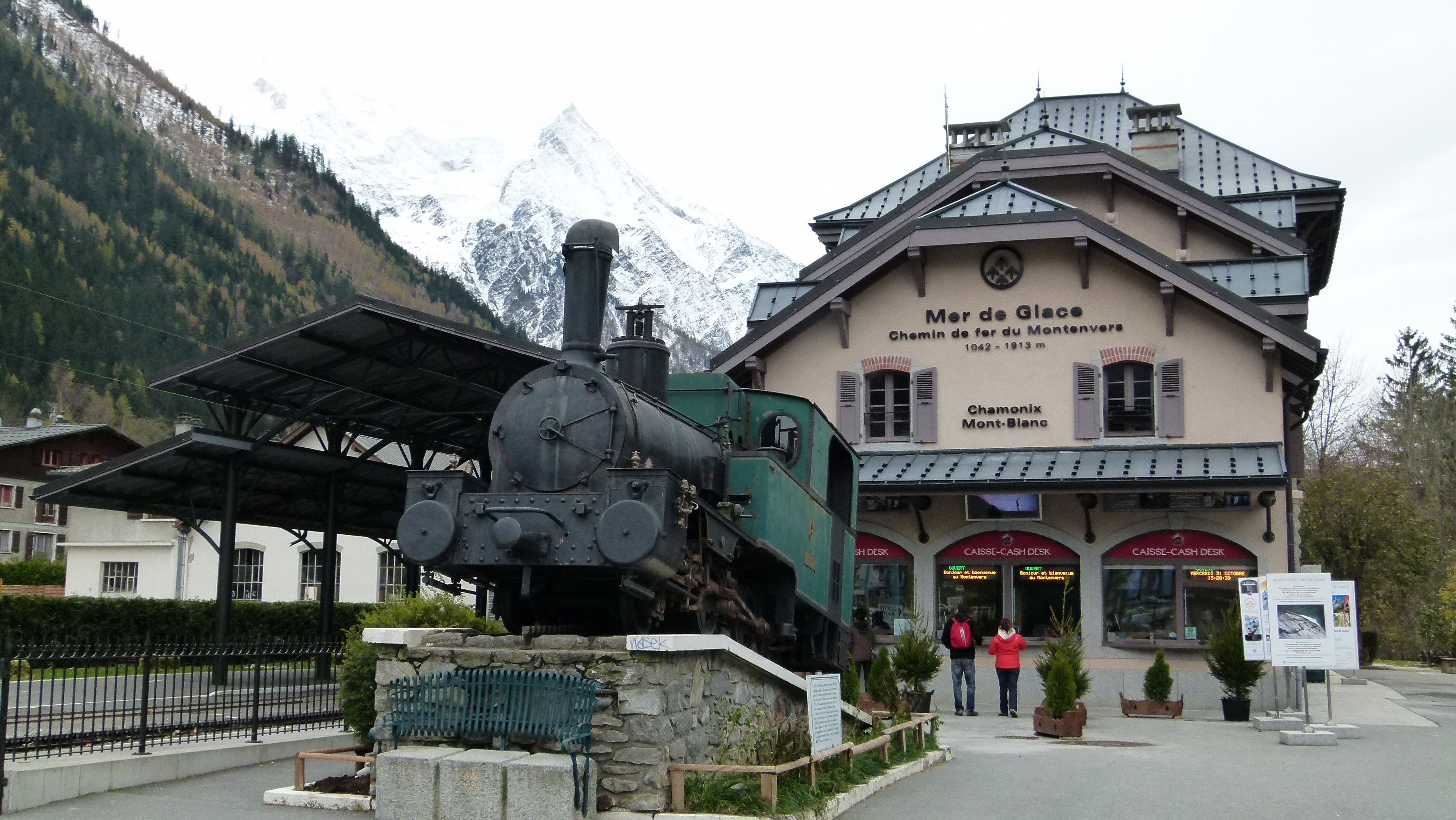
Locomotive vapeur 021 T 6 CF Montenvers exposée sur le côté de la gare.